# Normativní modely médií
Normativní modely médií jsou rámcem pro veškeré teorie, které se zabývají studiem médií. Některé normativní teorie se mohou navzájem překrývat, jinde rozcházet. S jedním typem dělení normativních teorií přišel mediální analytik Denis McQuail:
1. liberálně-pluralistický neboli trží model: zdůrazňuje potřeby jednotlivce a definuje veřejný zájem jako to, co veřejnost zajímá. Odpovědnost médií je dosažena prostřednictvím mediálního trhu a minimální samoregulací médií s nepatrnou úlohou státu.
2. model společenské odpovědnosti nebo veřejného zájmu: právo na svobodné uveřejnění informací je provázeno závazky vůči společnosti, jež přesahují vlastní zájmy. Odpovědná média udržují vysoký standard prostřednictvím samoregulace a jsou možné zásahy vlády, mechanismy odpovědnosti vůči společnosti. Spadají sem veřejnoprávní média.
3. profesní model: novináři jsou nejlepšími garanty zájmů veřejnosti a jejich nejdůležitějším zájmem je uspokojování potřeb veřejnosti s ohledem na zpravodajství a komentáře různých názorů. Institucionální a profesní autonomie žurnalistiky dopřává odpovídající dohled na mocenskou vrstvou. Novináři jsou strážci svobody.
4. alternativní model: organizace zezdola, důraz na spoluúčast a komunitu. Výsledkem jsou společné cíle producentů i publika; pohrdání byrokracií.